# Boswachterij Leersum
Boswachterij Leersum is een natuurgebied van Staatsbosbeheer in de Nederlandse provincie Utrecht. Het gebied bij Leersum bestaat onder andere uit loof- en naaldbossen met oude lanen, heidegebied met vennen en ecologisch beheerde graanakkers. De boswachterij bestaat uit vier delen: De Hoogstraat (150 ha), Leersumse Veld (500 ha), landgoed Broekhuizen (6 ha) en De Wildeman (65 ha).

## Geschiedenis
In de middeleeuwen bestond het gebied, net als de rest van de stuwwal Utrechtse Heuvelrug, vooral uit woeste stuifzandvlaktes. De vennen ontstonden in de achttiende eeuw door het uitgraven van veen voor turf. In de negentiende eeuw werden de toen bestaande heideterreinen beplant met naaldhout.

## Beheer
Het beheer is gericht op herstel door de natuur. Nadat percelen naaldhout zijn geoogst ontstaat op de kapvlakte natuurlijk bos met meer planten en dieren. Begrazing door grote grazers zorgt voor het in stand blijven van heide en stuifzand en de drie in  1997 uitgebaggerde vennen houden er open, laag begroeide oevers door. In het gebied groeien zeldzame planten als zonnedauw, klokjesgentiaan en lavendelheide. Vogels zoals de geoorde fuut, dodaars, roodborsttapuit en geelgors broeden in de boswachterij.

## Fotogalerij

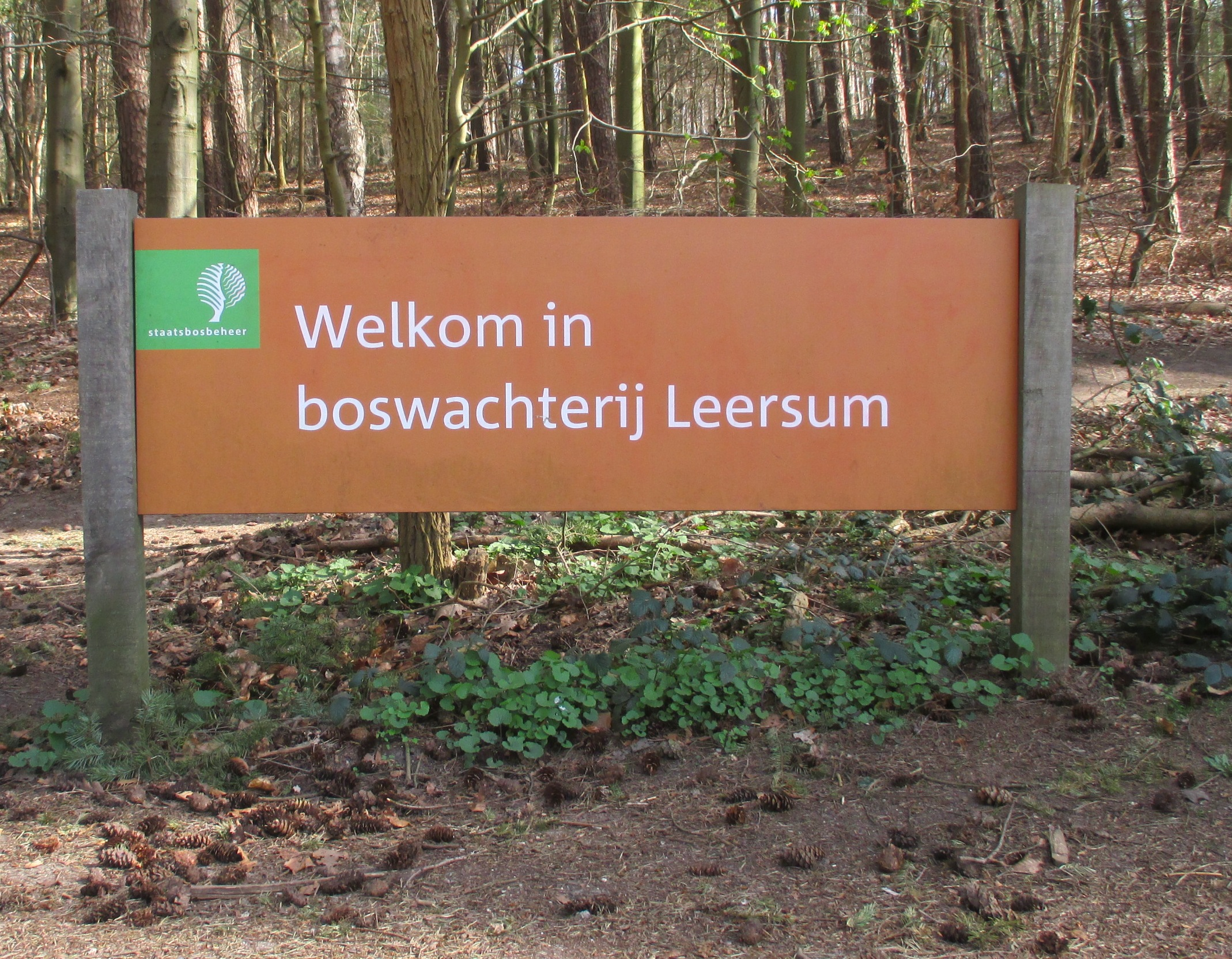
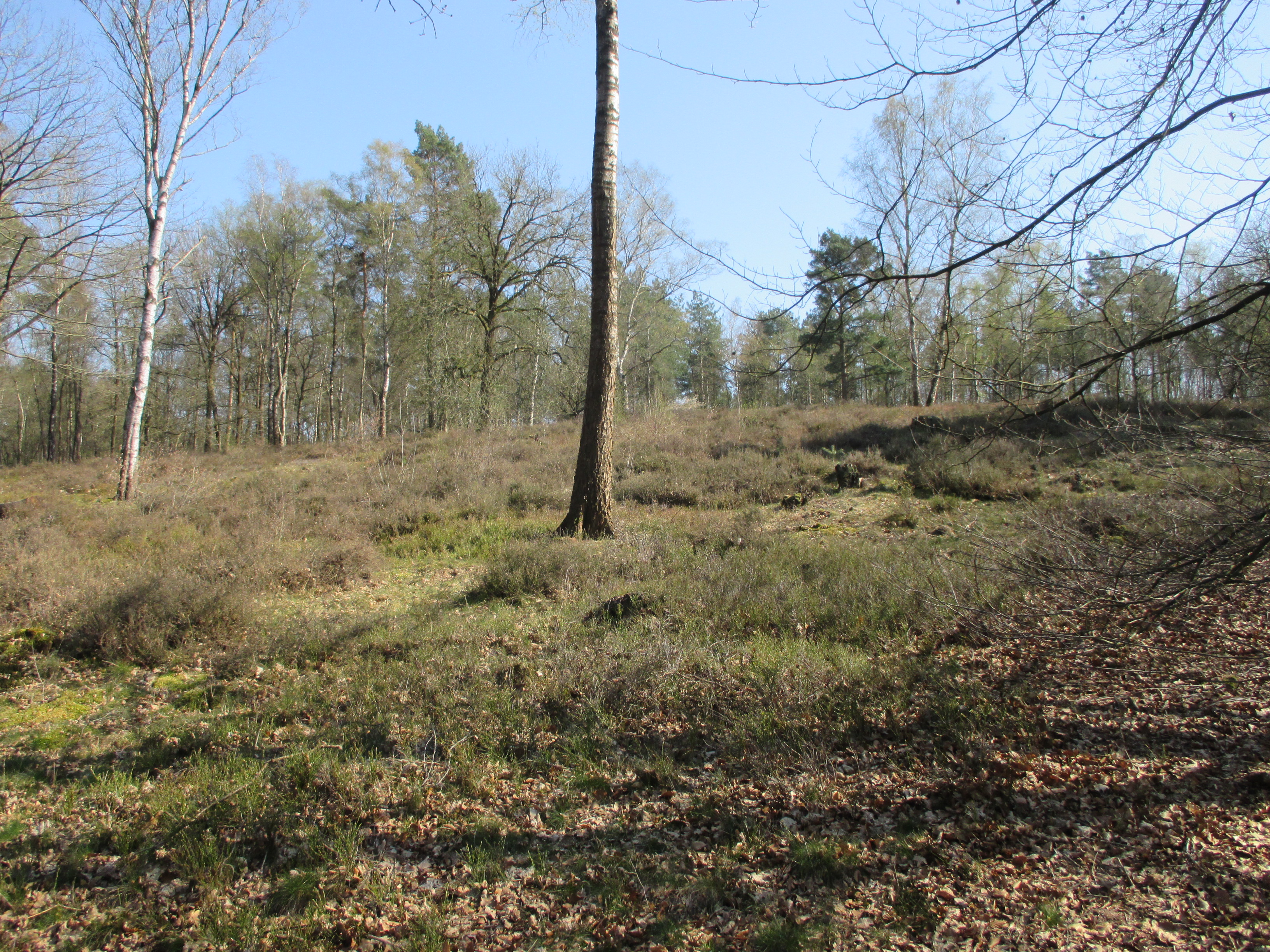
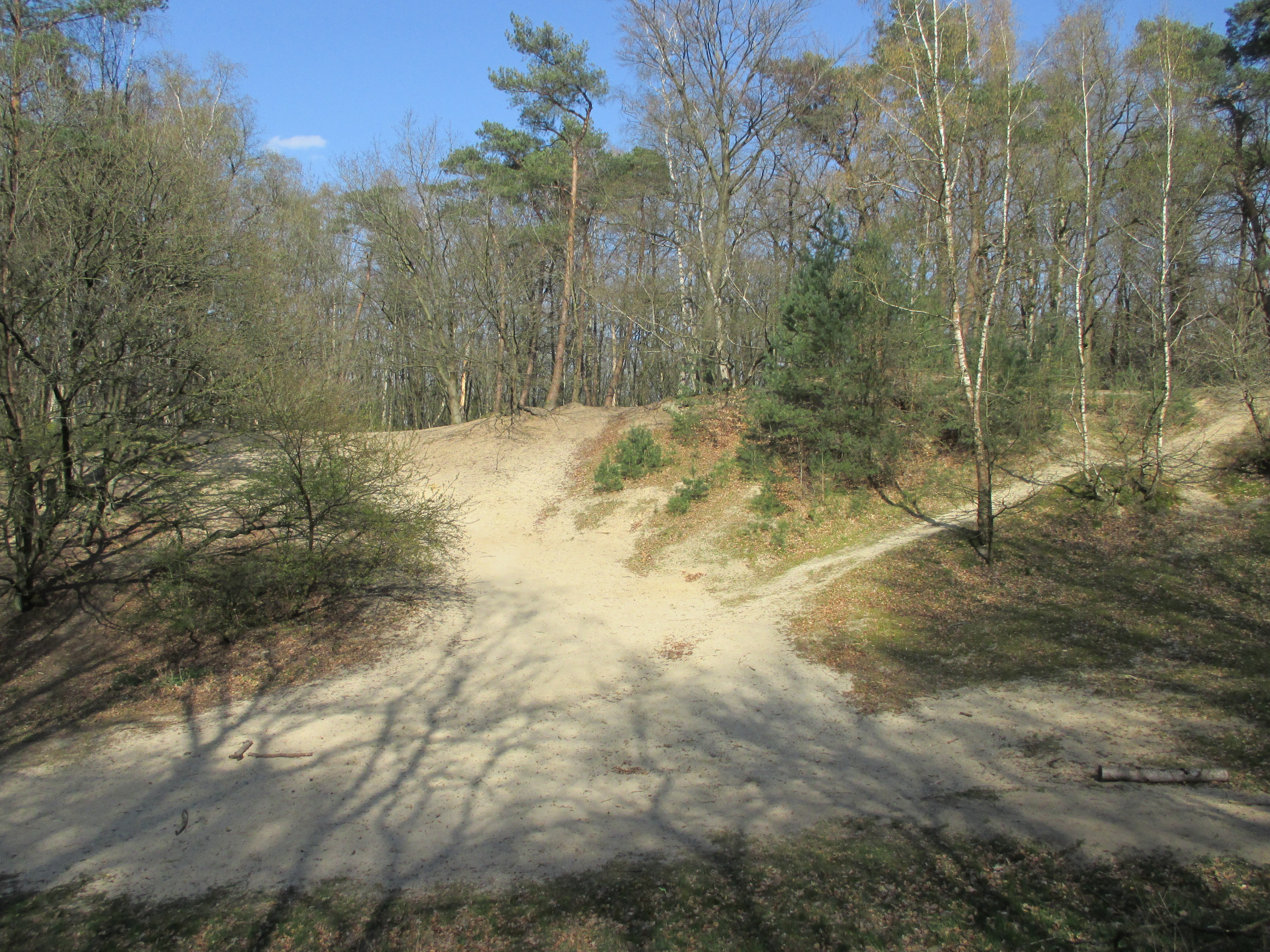
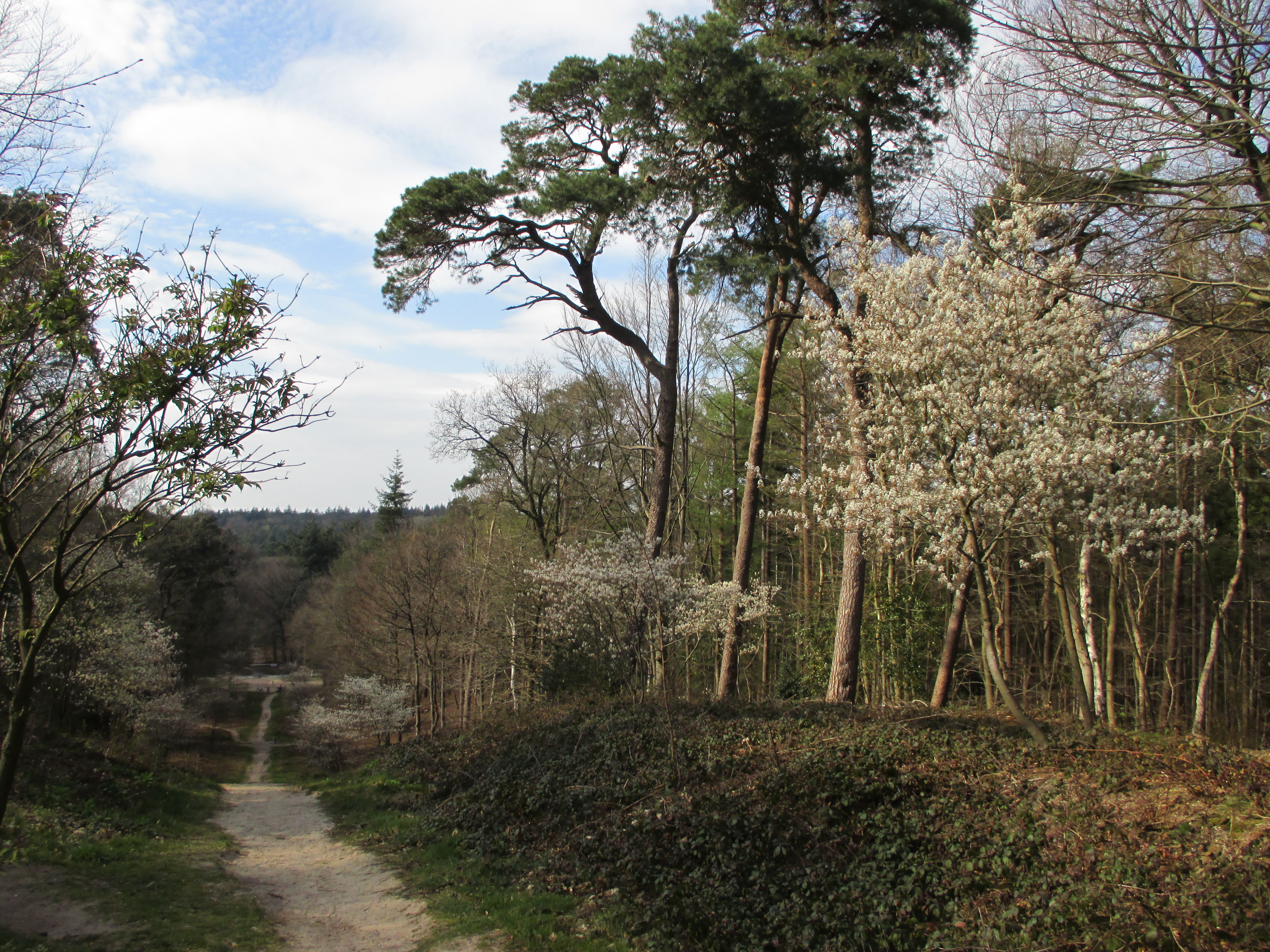
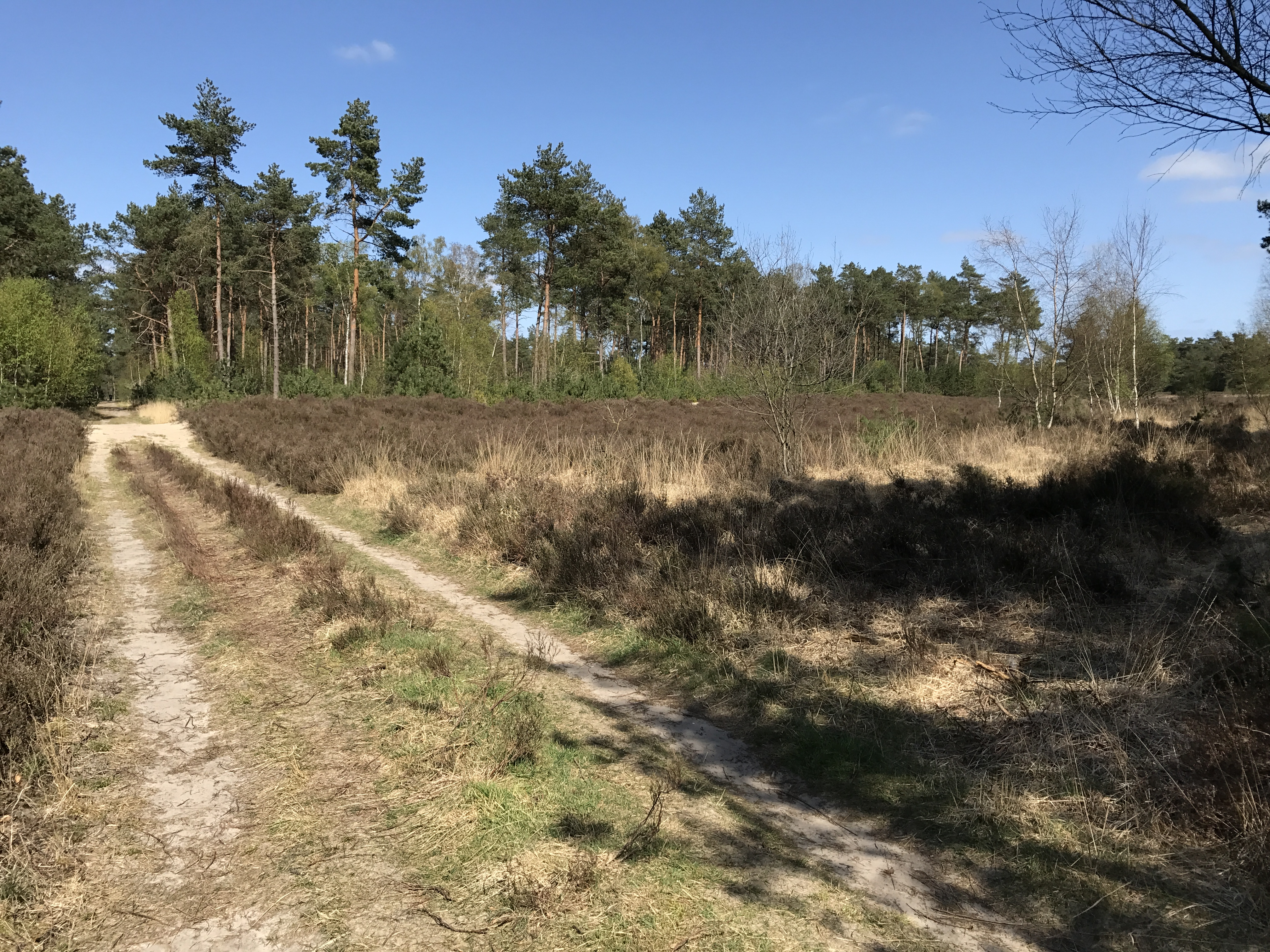
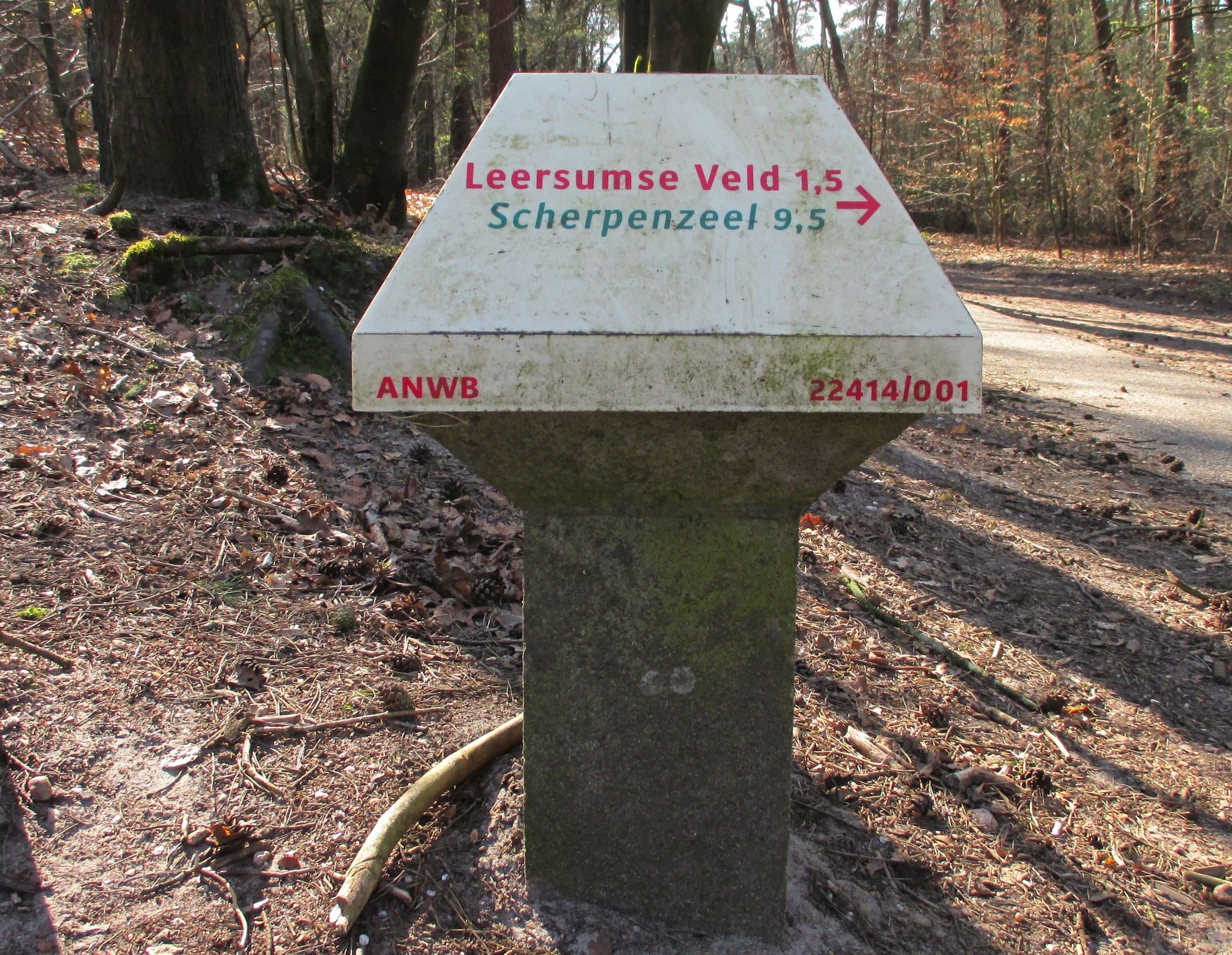
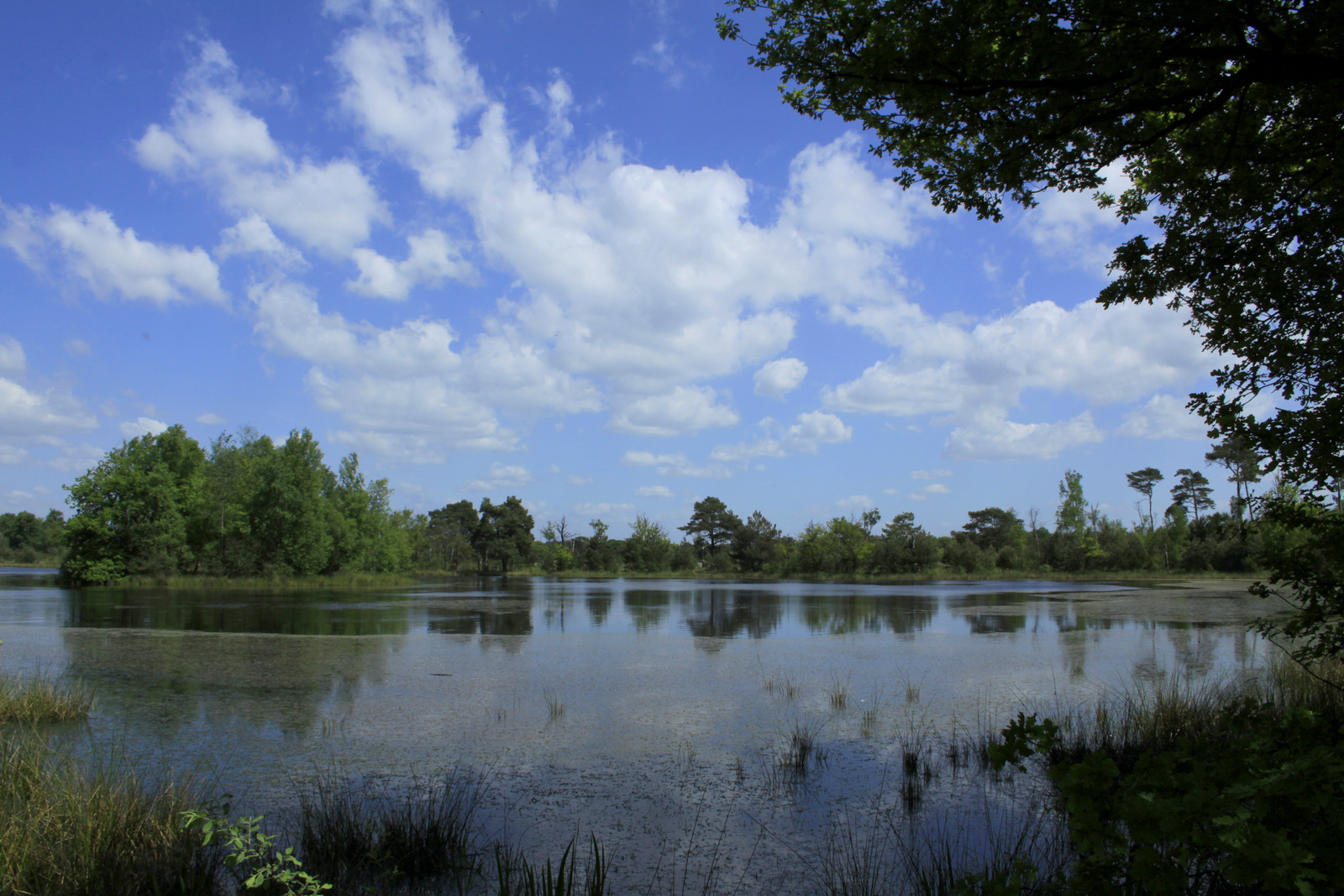
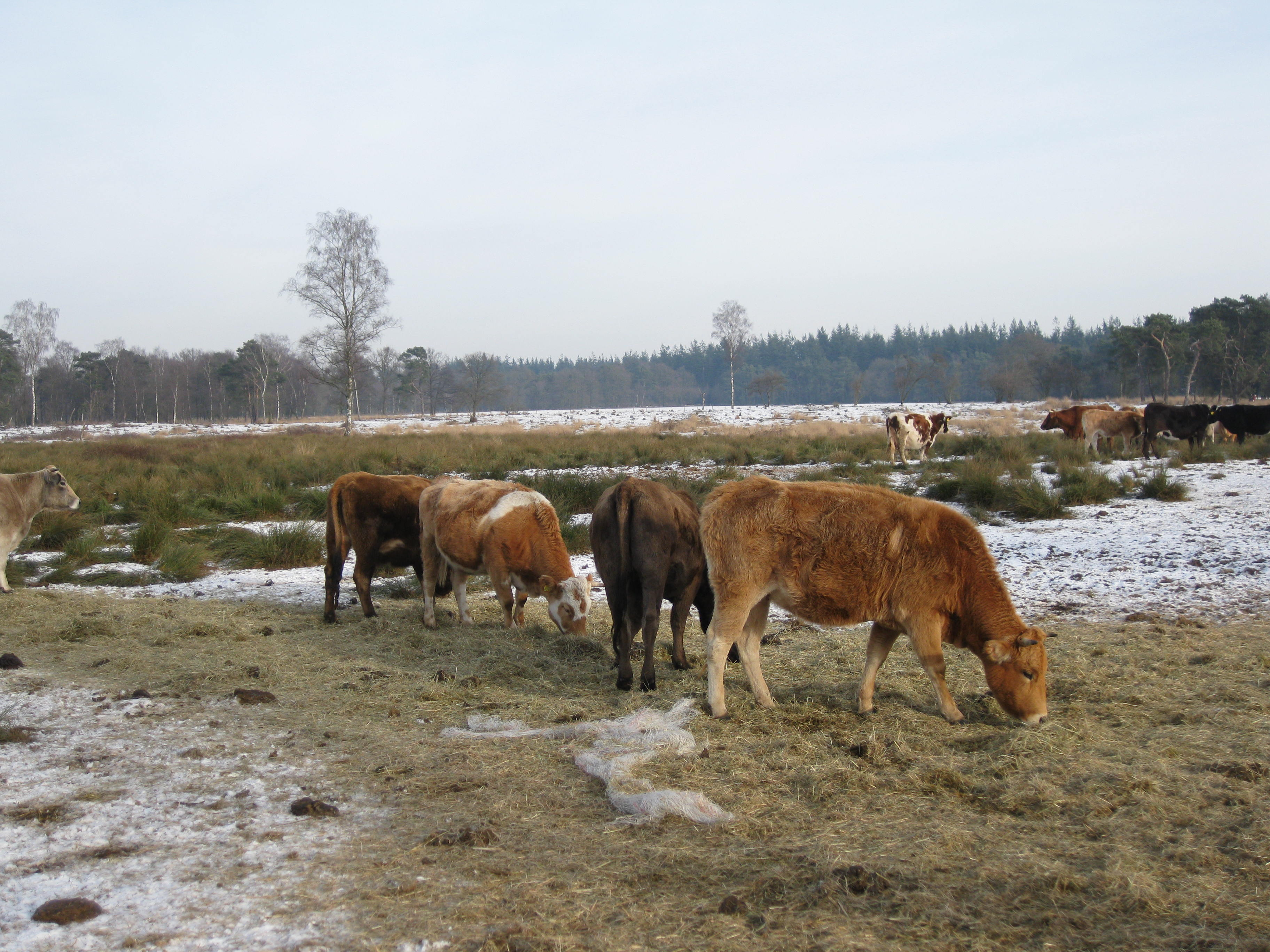